# Buriwutung
Buriwutung is een bestuurslaag in het regentschap Lembata van de provincie Oost-Nusa Tenggara, Indonesië. Buriwutung telt 1454 inwoners (volkstelling 2010).